# Mojusz
Mojusz (dodatkowa nazwa w j. kaszub. Mòjsz) – wieś kaszubska w Polsce, położona w województwie pomorskim, w powiecie kartuskim, w gminie Sierakowice.
Miejscowość leży na Pojezierzu Kaszubskim, na obszarze Kaszubskiego Parku Krajobrazowego. 
W latach 1954–1959 wieś należała i była siedzibą władz gromady Mojusz, po jej zniesieniu w gromadzie Sierakowice. W latach 1975–1998 miejscowość administracyjnie należała do województwa gdańskiego.
Wieś jest siedzibą sołectwa Mojusz, w którego skład wchodzą również Mojuszewska Huta, Karwacja i Poljańska. Na południe od miejscowości znajduje się rezerwat przyrody Żurawie Chrusty. Znajduje się tu również placówka Ochotniczej Straży Pożarnej. Przed 1939 funkcjonował tu kamieniołom.
| SIMC    | Nazwa    | Rodzaj    |
| ------- | -------- | --------- |
| 0171150 | Karwacja | część wsi |

## Historia
Od końca I wojny światowej wieś znajdowała się ponownie w granicach Polski (powiat kartuski). W 1942 r., w ramach polityki germanizacji nazw miejscowych pochodzenia słowiańskiego, okupacyjna administracja niemiecka zastąpiła historycznie ukształtowaną, niemiecką nazwę miejscowości Moisch formą Mooswalde (mchowy las).
W miejscowości znajdował się przystanek kolejowy Mojusz.